# モンキヨコクビガメ
モンキヨコクビガメ（Podocnemis unifilis）は、爬虫綱カメ目ヨコクビガメ科ナンベイヨコクビガメ属に分類されるカメ。別名テレケイヨコクビガメ。

## 分布
エクアドル東部、ガイアナ、コロンビア南部、ブラジル北東部、フランス（仏領ギアナ）、ベネズエラ、ペルー北東部、ボリビアのアマゾン川、オリノコ川水系

## 形態
最大甲長46.5センチメートル（最大甲長68センチメートルとする説もあるがオオヨコクビガメを誤同定した可能性がある）。背甲はややドーム状に盛り上がり、上から見ると中央部よりやや後方で最も幅広い卵形。第2、3椎甲板に瘤状の隆起（キール）がある。背甲の色彩は黒褐色や暗灰色。
頭部はやや小型で、やや扁平。頭部背面の左右の眼の間には溝が入らない。頭部の色彩は灰色や暗黄色、暗褐色で、左右対称に黄色い斑紋が入る。
卵は長径4.1-5.3センチメートル、短径2.5-3.7センチメートル。孵化直後の幼体は甲長4.5センチメートル。幼体は背甲を上から見ると円形で、椎甲板のキールや頭部の斑紋が明瞭。背甲の色彩は褐色や灰緑色。
オスの成体は頭部の斑紋が不明瞭ながら残るが、メスの成体は頭部の斑紋がほぼ消失する。
アマゾン川の個体群では下顎の髭状突起が2本、オリノコ水系の個体群では髭状突起が1本ある。 

## 生態
湖沼や河川の周辺にある水たまり、氾濫原にある三日月湖、湿原などに生息する。水棲傾向が強く、日光浴や産卵以外で上陸することはまれ。
食性は植物食傾向の強い雑食で、植物の葉、果実、水生植物などを食べる。水面で浮遊物やプランクトンを水ごと飲み濾しとって食べたり、雨季に氾濫原で水没した陸生植物も食べる。幼体は雑食で動物の死骸なども食べるが、成長に伴い植物食傾向が強くなる。
繁殖形態は卵生。乾季に川の土手や中州などで、1回に4-52個の卵を2-3回に分けて産む。卵は約70日で孵化する。オスは甲長20センチメートル以上、メスは甲長30センチメートルで性成熟する。

## 人間との関係
生息地では卵も含めて食用にされたり、油の原料にされることがある。
食用や油用、ペット用の乱獲などにより生息数は激減している。
ペットとして飼育されることもあり、日本にも輸入されている。アクアリウムで飼育される。低温に弱いため水中にヒーターを設置して、陸場には局所的で熱源を照射して皮膚や甲羅を乾かすことのできる環境を作る。暖房器具に紫外線が含まれない場合は、別途に紫外線を含む照明器具を点灯する。餌として植物食傾向が強い成体には野菜や水草、植物食の鑑賞魚用の配合飼料のような植物質を中心に与える。高水温では水質が悪化しやすいため、食べ残しは早めに取り除くようにする。